# يوردتشوبان
يوردتشوبان (بالفارسية: یوردچوپان) هي قرية تقع في قسم تشناران الريفي (مقاطعة تشناران) في إيران. يقدر عدد سكانها بـ 159 نسمة بحسب إحصاء 2016.